# Ослобођење Ниша од Турака
Ослобођење Ниша од Турака се збило 11. јануара 1878. (30. децембра 1877. ј.к.), када се после нешто мање од пет векова на бедемима Нишке тврђаве завијорила српска тробојка.

## Хронологија

### 3. децембар
Према операционом плану српска војска је започела акцију против Турака 3. децембра 1877. године. Тога дана су стару српску границу из 1833. године прешле следеће дивизије:
1. Моравска дивизија — алексиначка 4 батаљона (два 1. класе и два 2. класе) са 1. пољском и крушевачком лаком батерија прешла је границу код катунске карауле. Наступала је преко Дражевца на топонички вис. Јагодинска бригада 1. класе са 4. пољском батеријом спустила се до Добрујевца и такође се упутила топоничким висовима. Њима су претходили ескадрони, који су вршили рекогносцирање терена. Преко Катуна следовала је Ћупријска бригада 1. класе са 3. пољском батеријом. На топоничким висовима биле су само непријатељске траже, које су одступиле пред наступајућим српским колонама. Алексиначка на десном, а јагодинска бригада на левом крилу поселе су положај на десној обали реке Тополнице. Ћупријска бригада задржала се позади као резерва. На том положају утврђивале су се трупе.
2. Ибарска дивизија — од крушевачке бригаде 1. класе, која се са 2 пољске батерије, 1. ескадроном и 1. пионирском четом сконцентрисала између Суповца и Грејача, јошанички комбиновани батаљон са 1 водом коњице око 11 часова пре подне прешао је границу код Суповца и посео Сечанички положај. У исто време оба моравска батаљона су наступила код Голешнице на турском земљиште и дошли су у једну висину са јошаничким батаљоном. Остале трупе остале су на положају код Суповца.
3. Дунавска дивизија — уочи тога дана ова дивизија се груписала у простору Грамада—Дервен, а 3. децембра браничевска бригада са ескадроном је прешла је границу код Грамаде у зору и заузела следеће положаје на Грамади, са 3 батаљона, 4. тешком батеријом, пола ескадрона и четом пионира; и на Курилову, са 2 батаљона и бригадном браничевском батеријом. Пожаревачка бригада са 5. тешком батеријом остала је позади у резерви. Два коњичка одреда послата су одмах на посматрање. Ишли су преко Ореовице, Сићева и Нишким путем до Доњег Матејевца, где су се са турском патролом од 9 коњаника сукобили. Разменили су с њима неколико пушчаних метака и задобили једног турског коња. Око 9 часова редут изнад села Матејевца био је запоседнут.

### 4. децембар
Командант моравске дивизије, пуковник Анте Орешковић, наредио је ноћи између 3. и 4. децембра покрет. На Љутом вису, Вртишту, Поповој глави и Црном врху биле само турске страже, а топоничким положајем се унеколико могло са тих висова доминирати. Са десног крила усмерено је једно одељење алексиначке бригаде према Вртишту и Поповој глави, а са левог крила ка Црном и Љутом врху једно одељење јагодинске. Препадом оба одељења висови су заузети. Турске страже одмах су одсутупиле на Чумурлију, чим су приметила српска наступајућа одељења. На Љутом врху било је турских шанчева, али они нису брањени. На новом положају алексиначка и јагодинска бригада почеле су се утврђивати. Ћупријска бригада разместила се на топоничком положају.
Крушевачка бригада 1. класе и бугарморавски батаљони остали су на истим положајима утврђујући се и рекогносцирајући терен. Браничевска бригада разместила се пред Куриловом и у селу Гребавчи. Пожаревачка бригада са резервом на Грамади је заузела простор од Дебелог дела до села Сећева.

### 5. децембар
Ујутро 5. децембра левачки батаљон јагодинске бригаде, по налогу, заузео је брдо Лисинац (Чумурлију) са којег су Турци, угледавши српске трупе, побегли. У поподневним часовима једно одељење непријатељске пешадије и коњице, под заштитом артиљеријске ватре, пошло је са Виника и из Ниша ка Лицинцу да га поврати или да осмотри српске трупе. Међутим, српска пешадија пустила га је на блиско одстојање и после кратког и жестоког пушкарања Турци су буду одбијени и повуку се у град. Српске трупе су се на Лицинцу почеле утврђивати. Такође је издат налог за долазак опсадне артиљерије из Алексинца.
Ибарска дивизија овог дана остала је у истом положају.
Што се тиче дунавске дивизије, браничевска бригада се услед сукоба код јагодинске бригаде спустила са Курилова на Каменицу и Горње Матејевце. То је урадила зато да лакше могла потпомоћи јагодинске трупе у борби и избацила предстраже поменута села. Батерија је постављена на на каменичком брду Темени врх, одакле се могао тући Виник. Пожаревачка бригада такође је избачена у висину браничевске бригаде са предстражама у Сићеву, Малчи, Врелу и Јасеновцу. Браничевска бригада дошла је у везу са левим крилом јагодинске бригаде.
Истог дана крушевачка бригада је с једном брдском и једном позицијском лаком батеријом, као и с 1. резервним ескадроном, прешла границу код Јанкове клисуре и заузела положај код Чучала.

### 6. децембар
У циљу да раздвоје турске снаге уколико ове ударе на Мрамор, оба комбинована батаљона крушевачке бригаде (јошанички и трстенички) под командом капетана Николе Цветковића и оба бугарморавска батаљона (1. и 2. класе) алексиначке бригаде под командом капетана Јакова Максића још пре зоре су заузели положај на ивици мраморске позиције, код села Бреснице и Крајковца. Изаслали су јаке патроле напред за посматрање околине. Турци су приметили обухватајуће наступање српских одељења, па су напустили овај важан положај и повукли се преко мраморског моста у Ниш. Том приликом су пресекли два распона на мосту, што је по свој прилици било одраније спремљено.
Како је напредовала извидница тако су напредовали и батаљони који су ишли за њима. У 9½ часова крушевачки и бугарморавски батаљони запосели су Мрамор и два велика утврђења на њему, да би после изаслали одреде за поседање мраморског моста и прокупљанског друма. За време извршења овог дела врховни заповедник српске војске, кнез Милан Обреновић, посетио је трупе на Мрамору и изјавио им своје задовољство за добро држање и ред по новембру времену и у озбиљним часовима.
Чачанска бригада 1. класе била је сконцентрисана између Вукање и Гребца са 1 пољском и 1 брдском артиљеријом, 1 ескадроном и 1 пионирском четом под командом мајора Ак. Јаковљевића. По добивеном налогу Јаковљевић је прешао границу на Гребцу и наредио посматрање ка Прокупљу, јер је дознао да у Прокупљу није остало пуно Турака и да они који су остали имају намеру да врше одмазду над српским живљем. Кад је српска извидница, коју су сачињавала 2 батаљона и 2 брдска топа, без борбе дошла на вис изнад Прокупља, Турци су запалили већ неколико кућа. Међутим, чим су угледали српска одељења, почели су одступати у правцу Лесковца. Прокупље је заузето без икаквих губитака.
Моравска дивизија добила је наређење да се спусти са Љутог врха и да код села Трупала дође у везу са одредом, који је био на Мрамору.
Дунавска дивизија — заузимање предстража код Матејевца и Каменице између 5. и 6. децембра Турци су одговорили пушчаном ватром, а затим и топовском паљбом. Међутим, браничевске трупе нису им ниједним метком одговориле, него су мирно обављале свој задатак.

### 7. децембар
Посада на Мрамору је ископала 2 батерије и неколико стрељачких ровова на предњој ивици и извршила посматрање до Корвинграда. Нигде се није наишло на непријатеља. Стога је командант моравског кора издао налог команданту крушевачке бригаде да са одредом од 1 батаљона и 2 топа заузме Чечински мост и прекине између Ниша и Лесковца.
Моравска дивизија спустила се са љутог врха и заузела према Винику и Нишу следећи положај: од манастира св. Николе (лево крило) на Хум, Лисинац (центар) до Трупаља (десно крило) са истуреним предстражама у Поповцу. На левом крилу била је јагодинска, у центру алексиначка, а на десном крилу ћупријска бригада.
Дунавска дивизија се утврђивала и размештала по заузетим положајима. Командант ове дивизије, потпуковник Петар Топаловић, промотривши цео терен између Винка, Ниша и Грамаден наредио је да се пожаревачка бригада приближи што више Нишу, те да буде што ближе путу за Ак-Паланку (данас Бела Паланка) и да дође у што тешњу везу са браничевском бригадом.

### 8. децембар
Одред (комбиновани јошанички батаљон, два топа 2. тешке батерије и два вода крушевачког ескадрона) одређен за Чечински мост, по командом поручника Илије Ћирића, кренуо је у 6½ часова ујутру са Мрамора. Стигао је Кочански вис у 12 сати у подне. Пред чечинским мостом у долини било је 400 Турака са једним брдским топом. Били су распоређени за борбу. Срби су се постројили у бојни ред на Кочанском вису. Око 1 часова поподне отворена је против Турака артиљеријска ватра. Пешадија је у развијеном строју без пуцања наступала. Турци су осули плотунску паљбу, и пошто су неколико метака испалили, застрашени слободним и правилним наступањем српске пешадије, почели су у највећем нереду да се повлаче. Већи део је побегао у Лесковац, а много мањи преко моста у село Чечину. Српска коњица их гонила и том приликом је рањен један коњаник. Ово је било извршено до 3 сата поподне.
Пошто се мост није могао с лакоћом бранити, начелник штаба моравског кора, мајор Јов. Петровић, наредио је да се на старом мосту један распон поквари. Што се тиче новог моста, који је био недовршен, наредио је да се уклоне само распоне гредице. Овај одред остао је и даље на Кочаничком положају, утврђујући вис, а са једним одредом поседајући Чечински мост и Црквиште (Комњига) наспрам Корвниграда, на утоци реке Топлице.
Тиме је веза између Ниша и Лесковца била пресечена.
Моравска дивизија остала је у старом положају код Чумурлије. Истог дана кнез Милан је обилазио је ову дивизију. Излазећи до најистуренијих предстража имао је прилике да изблиза посредује гранатирању. Непријатељ је у том тренутку просипао ватру на онај део српске војске где се у том тренутку налазио кнез. Дејствовање турске артиљерије било је тако слабо да на српској страни није било нужно ни да се одговори на то турско изазивање. Муниција се штеделе за важније тренутке.
Код дунавске дивизије пожаревачка бригада заузела је следећи новоодређени положај: Сићево, Малча, Пасјак, Врело, Јасеновац с предстражама до Кнез-села и виса Детљак. Одаслате су патроле до села Гор. Врежине. 5. тешка батерија и један и по батаљон остао је на Грамади као општа резерва.

### 9. децембар
Одред код Чечинског моста извршио је са коњицом посматрање до Лесковца и нигде није наишао на непријатеља. Бугарморавски батаљони су са Мрамора отишли у Житорађу, где су имали да осигурају леђа чачанске и крушевачке бригаде 1. класе од Арнаута, који су збегли у планину Пасјачу. Код моравске дивизије намештана је позицијска артиљерија на Лисинцу (Чумурлија). Том приликом Турци су избацили неколико топовских метака. Командант дунавске дивизије добио је налог да пожаревачку бригаду упути на Бабину главу преко Пандирала.

### 10. децембар
На Мрамору је започето подизање мостобрана, а продужено је оправљање моста и утврђивање мраморске позиције. Једно одељење Турака пошло је у осматрање из Ниша лесковачким путем ка Чечини, али је доспело само до Корвинграда. Тамо је разменило ватру са српским одељењем, које је на супротној обали Мораве било постављено код Црквишта, на брду Комњиги.
Пожаревачка бригада отишла је ујутру са Грамаде путем за Бабину главу. После њеног одласка, командант дунавске дивизије имао је под својом командом следеће трупе: браничевску бригаду 1. класе (5 батаљона), 4. и 5. тешку батерију, лаку браничевску батерију и браничевски ескадрон. Браничевска бригада била је изнова распоређена. У Кнез-селу, Горњим Матијевцима и Каменици била је постављена главнина снага, а мања одељења у Малчи и Сићеву.

### 11. децембар
Доласком српског извидничких одреда са Мрамора и Кочана у Лесковац почео се организовати устанак у лесковачком и власотиначком крају. Због тога што су се вршиле припреме за напад на Ак-Паланку који је био предвиђен за 12. децембар, Врховна команда је издала налог да се отпочне пуцање из позицијских топова на Ниш и Виник. Оно је извршено са Лисинаца (Чумурлија) и то у присуству кнеза Милана.
Командант дунавске дивизије прешао је штабом у Кнез-село да би био ближе у домашају својих трупа.

### 12. децембар
Напад на Ак-Паланку је предузет 12. децембра. Не би ли задржали турске постројбе у Нишу и тиме им онемогућили да шаљу помоћ у Ак-Паланку, Врховна команда је наредила да се појача демонстрација против Ниша и Виника. У складу са тим довучена је смедеревска дивизија 1. класе, која је дотле боравила у Алексинцу. Међутим, због велике магле канонада је била слаба, а смедеревска бригада се истога дана увече вратила у Алексинац. Истога дана на две стране српска војска је извојевала победу: код Ак-Паланке, која је заузета, и код Куршумлије, из које су се Арнаути преко ноћи повукли, тако да је сутрадан град био у српским рукама.

### 13. и 14. децембар
13. и 14. децембра продужено је утврђивање положаја испред Ниша, нарочито код Мрамора. Мостобран је изграђен са привременим профилом и пред њим су ископане стрељачке рупе. Мраморски мост је био толико оправљен да се преко њега могло безбедно прећи на другу обалу. Вршена су посматрања око Новог села, Чокота и и Доњег Међурова.
Дунавска команда се по добивеном налогу од врховне команде распоредила на следећој линији: Горња Врежина, Матејевци, Каменица, Бреница. То је учињено да би дошла у тешњу везу са јагодинском бригадом. 5. тешка батерија постављена је на Бренички вис. По налогу команданта тимочког кора Малча и Сићево су запоседнути не би ли се спречавало дефилирање непријатељских трупа друмом од Ниша у Ак-Паланку, јер тога дана трупе тимочког кора су се кретале од Ак-Паланке ка Пироту те је било у интересу да њена позадина буде сигурна. Ради тога истог и Горња Врежина је ојачана једним батаљоном и лаком батеријом. Утврђен је положај и на самој Нишави, 1000 метара од пута Ниш—Ак-Паланка. Тиме се Ниш у потпуности нашао изложен топовској ватри. За патролирање у разним правцима овој тачки придодата су 3 вода коњице, који су имали честе сукобе са турским патролама.

### 15. децембар
Дана 15. децембра браничевска бригада имала је два сукоба са Турцима. На левом српском крилу стајали су 1 вод пешака и 1 вод коњаника, а насупрот њима налазило се 40 турских коњаника и око 100 пешака. Губици су били незнатни. Турски пешаци одступили су катунском долином, а коњаници Нишу. На центру је било такође пушкарања између турских предстража и браничевске бригаде. Да би се предстражна линија скратила и лево крило дошло у бољу везу са осталим одељењима, брдо Башева глава је утврђено са стрељачким рововима и поседнуто је. Тиме је веза Горње Врежине и Горњег Матејевца доста скраћена, али је зато исто тако ојачана. На Нишави, код села Трупала, постављен је понтонски мост за везу крушевачке бригаде са моравском дивизијом.
Заузећем Чечинског моста, Ак-Паланке и Пирота Ниш се нашао опкољен са свих страна. Раније се знала приближна непријатељева снага, али током цернирања добили су се поузданији извештаји. Тако је командант дунавске дивизије сазнао да у Нишу има 6000 турских војника. Командант моравског кора јавио је да у Нишу има 3000 припадника редовне војске и око 4000 ерлија са 6 крупових топова. Ухваћено је писмо које је Халил-паша, командант Ниша, управио на Великог везира, румелијског команданта, вилајетску власт и војног министра. Оно је засигурно послато у пет различитих праваца. Из њега се видело да посада у Нишу није била спремна да се бори до краја, јер, између осталог, Халил-паша у писму вели: „Ако не добијемо довољно војске, наше је стање тешко, рђаво.“ Ово писмо је утицало на кнеза Милана. Он је решио да се Ниш нападне и освоји, чим се са Пиротом рашчисти. Истога дана српска војска извојевала је две победе (код Суводола и Будим-Дела), чиме је судбина Пирота била решена.

### 16. децембар
По одобрењу Врховне команде 16. децембра послат је из Кочана у Лесковац јошанички батаљон крушевске бригаде, а из Прокупља алексиначка бригадна артиљерија. Уместо јошаничког батаљона, кознички батаљон је запосео кочански положај.
Код моравске дивизије 1 вод пешака изашао је на Комренски вис. То је изазвало топовску ватру код Турака и са Виника и из Ниша. Против српских положаја око Комренског виса послат је 1 вод ескадрон турских коњаника. Тај напад се завршио безуспешно. Четири турска коњаника остала су да леже на бојишту. На српској страни није било никаквих губитака, иако су Турци снажно пуцали из топова из Ниша и са Виника. Српско посматрајуће одељење вратило се на стари положај, а артиљерија је дејствовала са Чумурлије.
Код дунавске дивизије било је сукоба код патролирајућих одељења. На српској страни било је два рањеника.

### 16—19. децембра
Следећа три дана владало је затишје око Ниша. На српској страни се очекивао долазак трупа из Пирота. За одлучујући напад 17. децембра стигла је на Мрамор рудничка бригада 2. класе.
Командант моравског кора разделио је пушке житељима следећих села: Денске, Барбеша, Гркиње, Белотинца, Чапљинца и Милошта. Одабрани војници послати су са подофицирима стајаће војске да устанике обучавају у руковању оружјем, да формирају устаничке чете и са њима узнемиравају Турке.

### 19—20. децембар
Дана 19. децембра на Брзом-броду око Нишаве било је подуже пушкарање између српских 25 коњаника и 1 вода пешака, са једне стране, и 1 турске чете и нешто коњаника, с друге стране. Око 10 часова турски коњаници одступили су Нишу, а пешаци Кутини. Главна намера им је била да осигурају млевење брашна у воденицама.
Пошто је питање о заузећу Пирота било решено, јер су српске трупе (шумадијског и тимочког кора) још 16. децембра ушле у поменуто место, Врховна команда је упутила следеће налоге:
- пуковник Хорватовић имао је са подручним трупама да остане у Пироту, утврђује исти и осигурава га до даљег налога, а осим тога имао је да држи и Ак-Паланку, Бабину главу и Св. Николу. Пуковник Здравковић са својом војском долази такође под његову команду;
- командант шумадијског кора имао је да са својим трупама крене ка Нишу, преко Ак-Паланке и заузме постепено следећи положај: Брзи брод, Дењска, Барбатово и Кнежице;
- пуковник Бучовић са смедеревском бригадом имао је да заузме положај Чаплинац—Кнежица, и да дође у везу са шумадијским кором, од којег је примио београдску бригаду, коњицу и артиљерију;
- командант моравског кора имао је да са крушевачком бригадом 1. класе и рудничком 2. класе наступа од Мрамора и отвори везу 1. шумадијске дивизије са моравским кором.
- десно крило шумадијског кора (2. шумадијска дивизија) имало је да се преко Нишаве повеже са дунавском дивизијом, која је потпала под команду моравског кора.

Ово припремање и концентрисање трупа било је наређена у циљу да се да се Ниш озбиљно нападне и освоји, и то са југоисточне стране — Горице. Истовремено са форсираним нападом је требало да се чине демонстрације на осталим тачкама, с тим да се акценат стави на Виник. То је све до 29. децембра било учињено.
Према овом плану шумадијски кор је имао одлучујућу улогу — да изврши прави напад; а моравски кор (моравска и дунавска дивизија) да игра помоћну улогу — демонструје.
Извршење овог великог и важног задатка — ослобођење Ниша, текло је овако:
Дана 20. децембра Турци су са једним одељењем коњице и пешадије продрли су у околину селâ, у којима је било раздељено оружје. Српске усташе и војници су их одбили код села Чанлинца, па су се Турци повукли у Ниш. Током сукоба Турци су помагали своја одељења топовском ватром са Горице